# 大水青蛾
大水青蛾（学名：Actias artemis）主要分布於日本。學名來自於希臘神話的阿耳忒彌斯。
成蟲的前翅長度有80~120毫米，嘴巴已經退化無法進食。幼蟲會以楓、梅、櫻和蘋果的葉子為食。

## 相關圖片

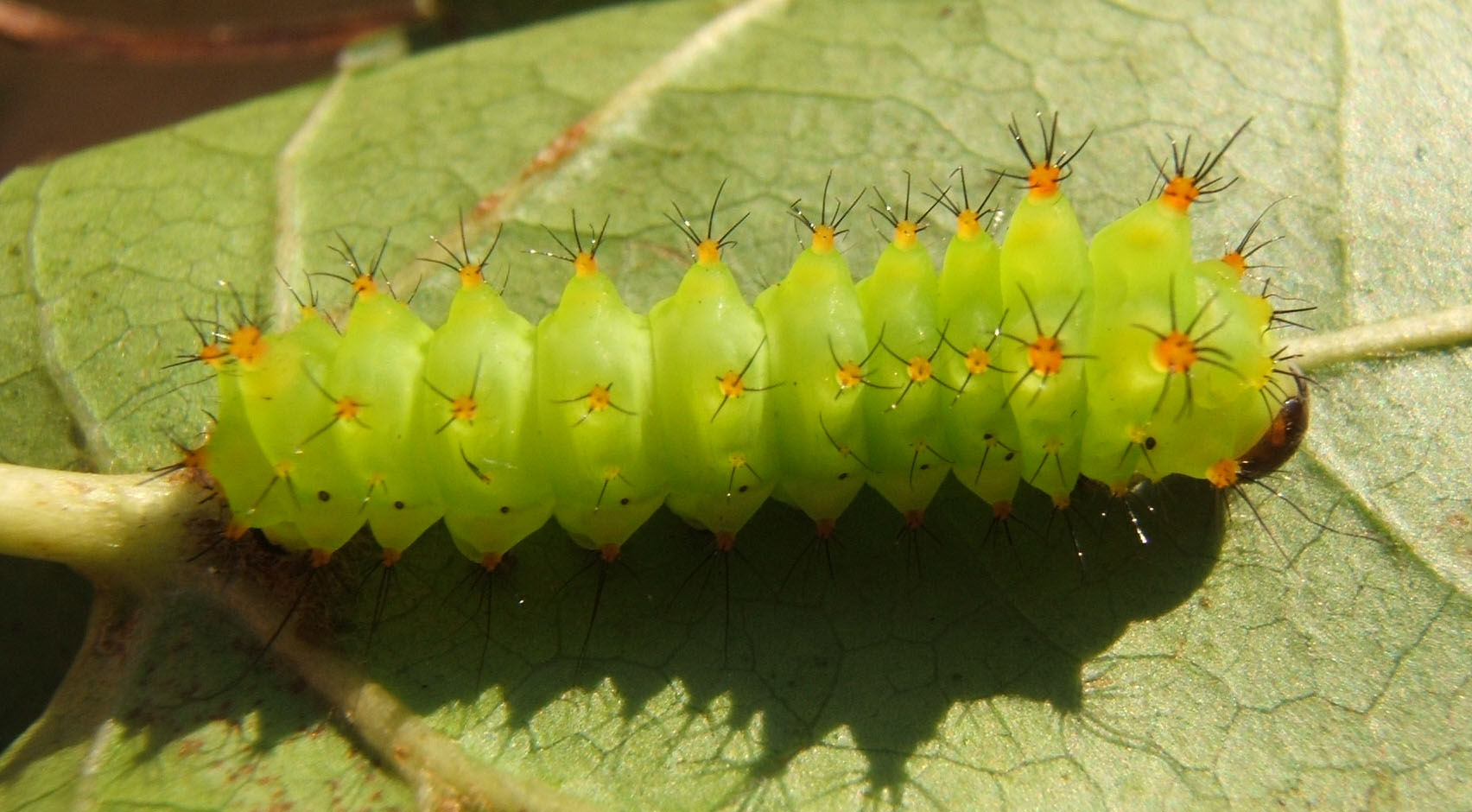
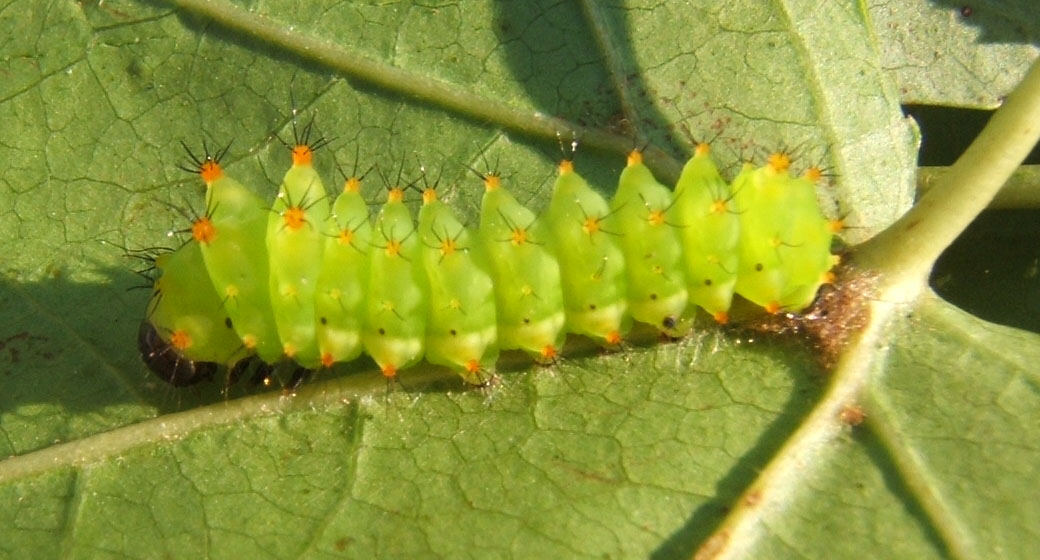
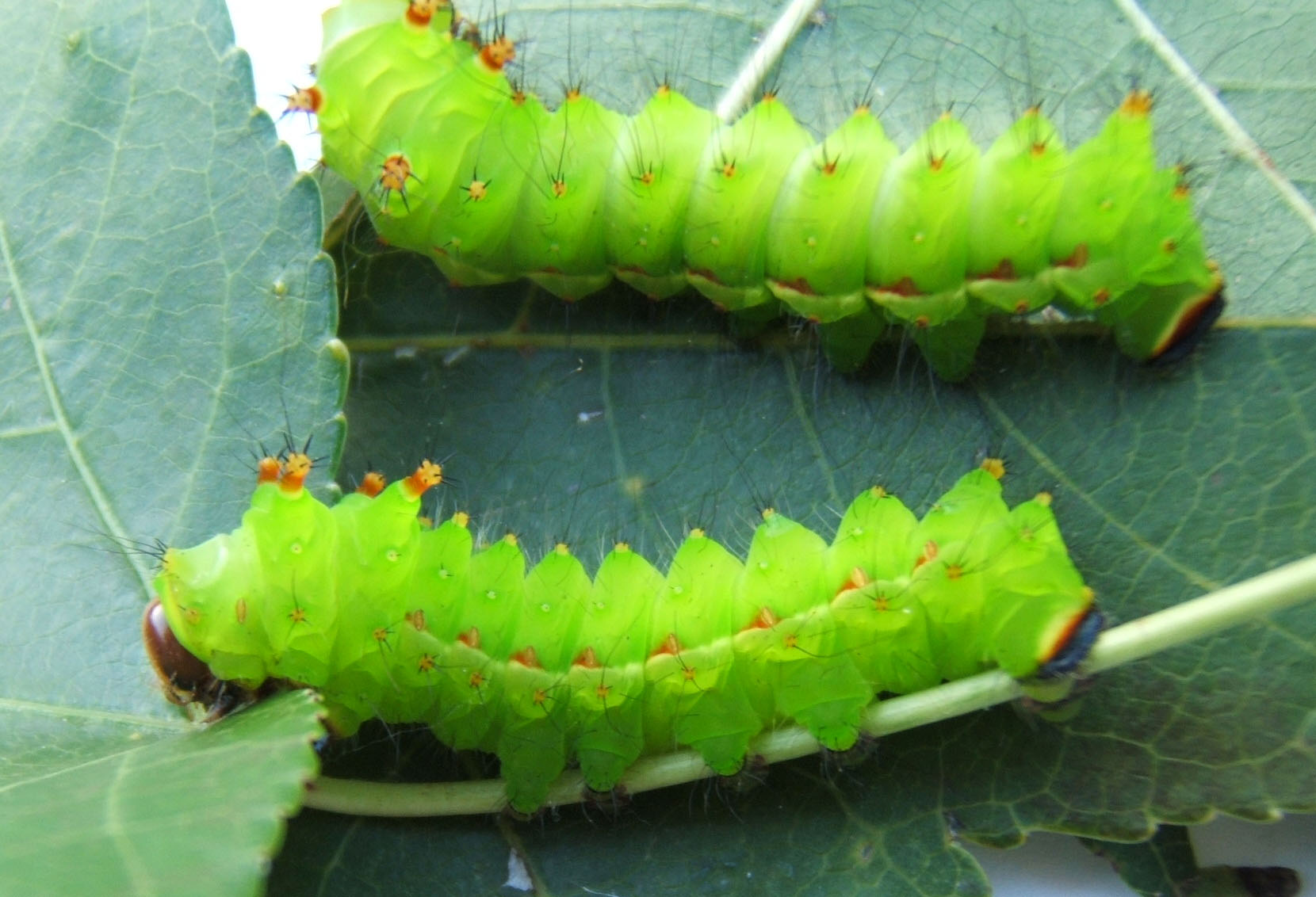
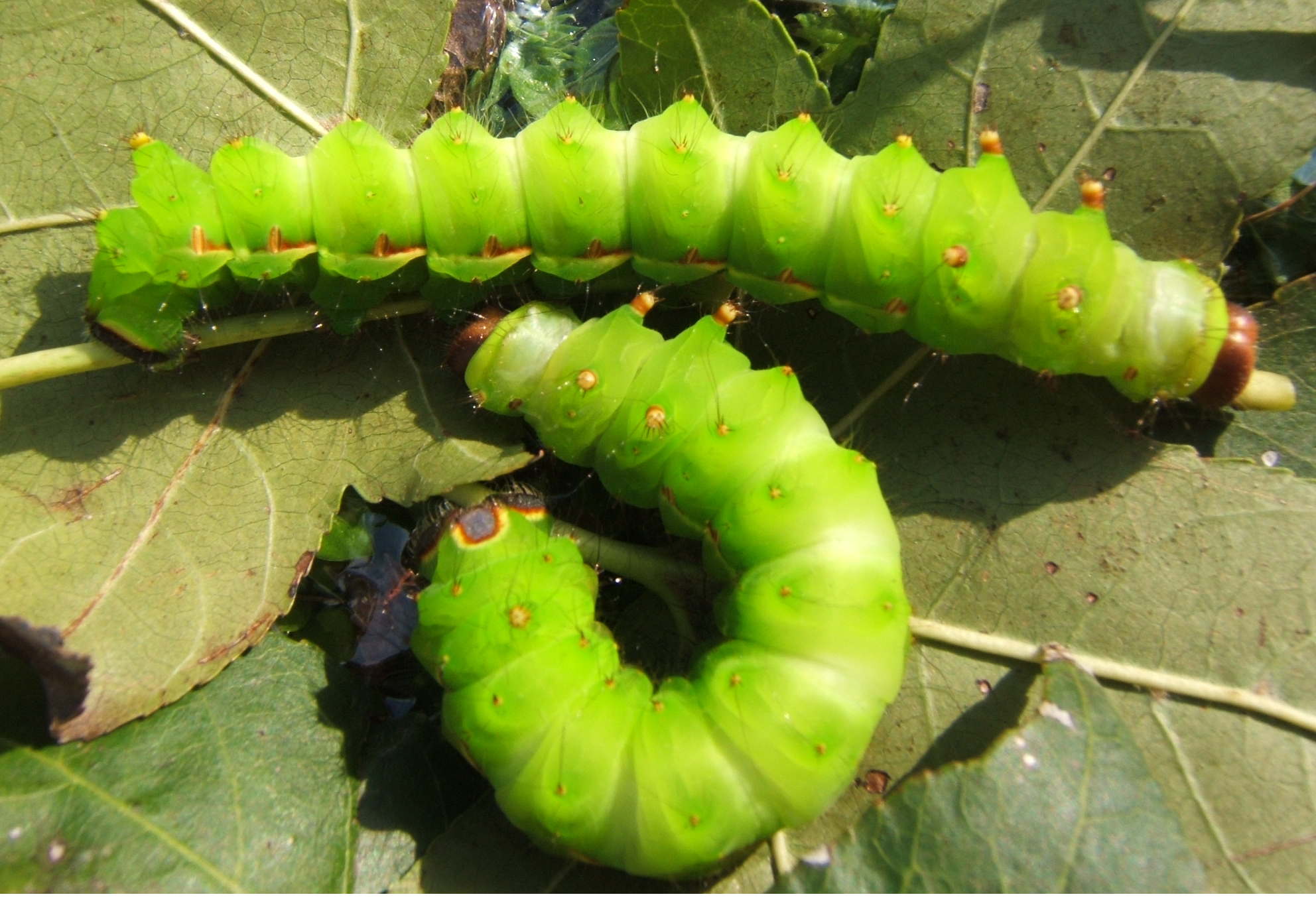
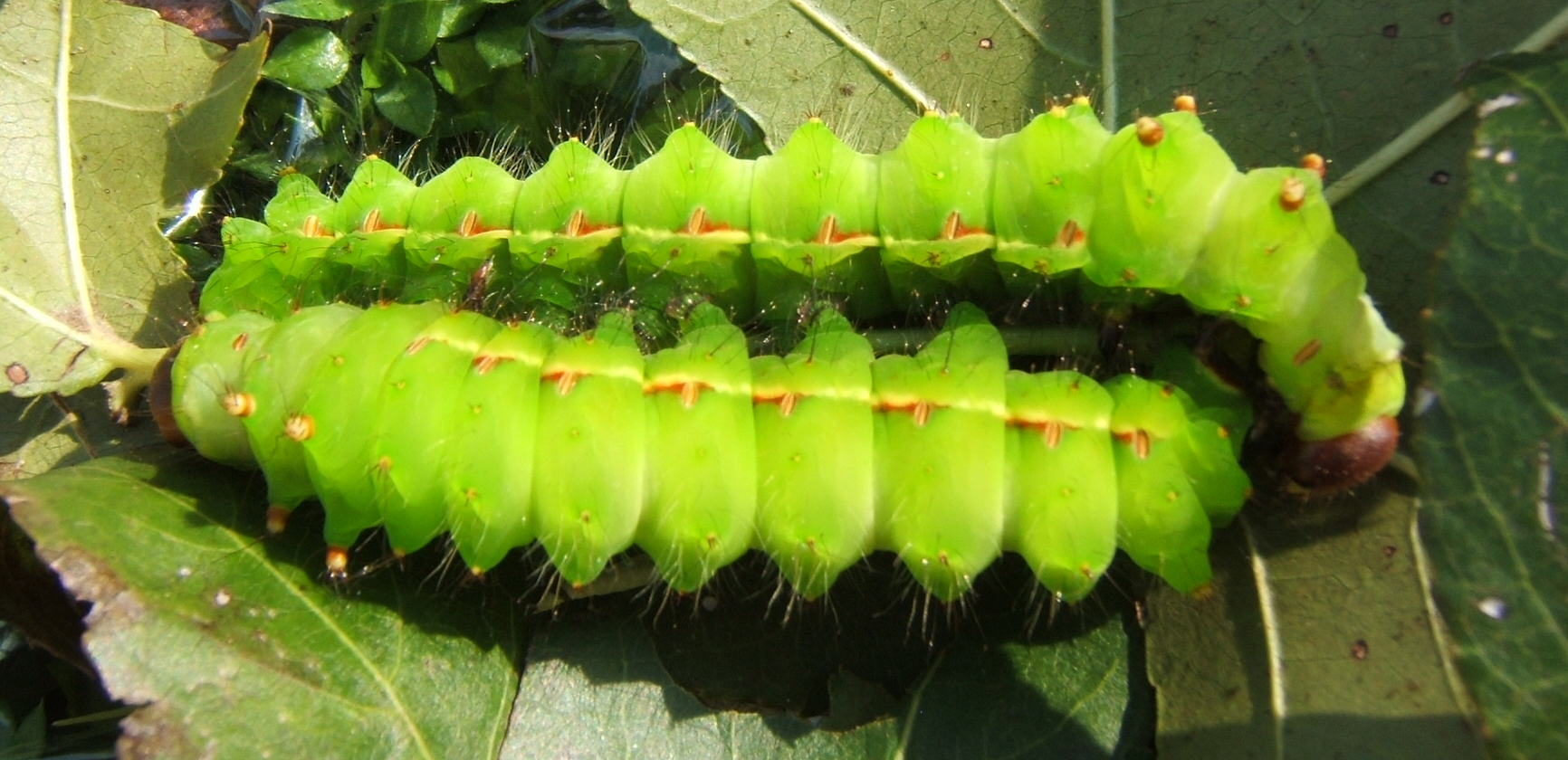
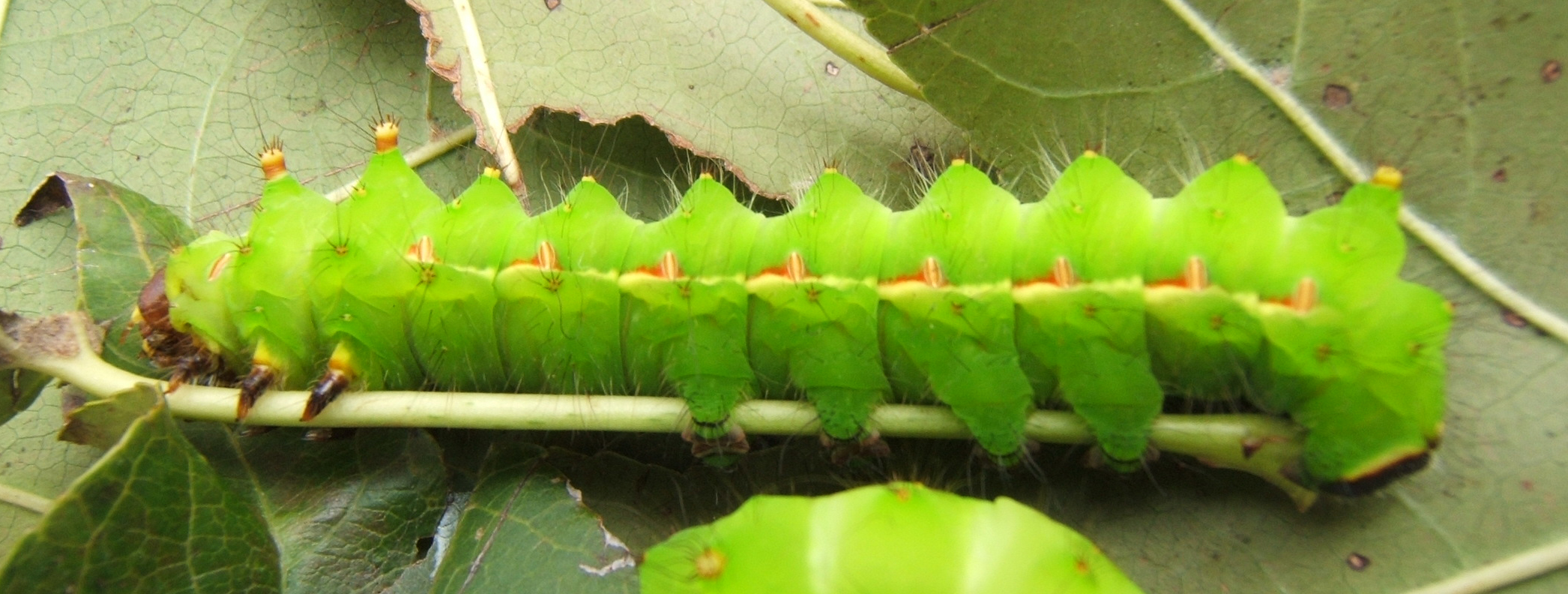
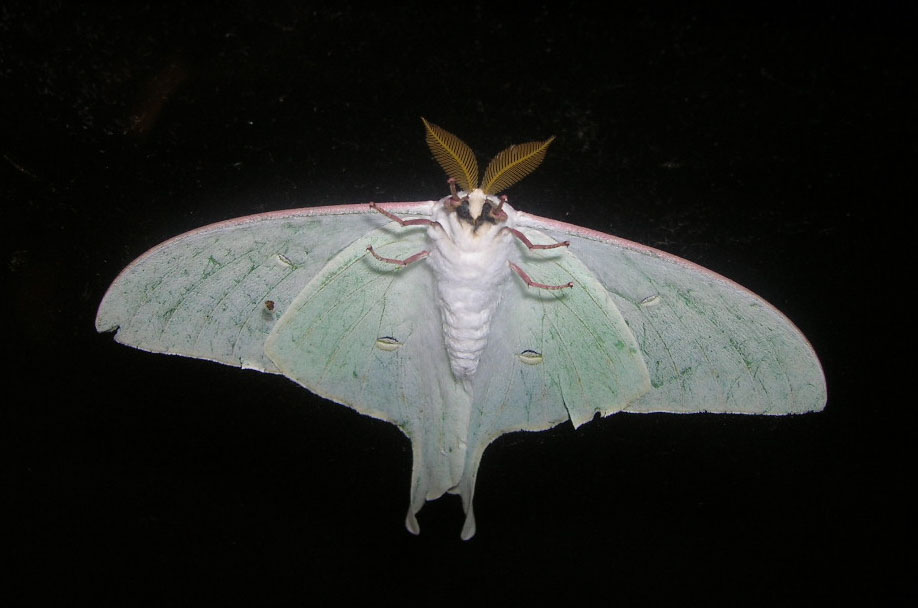

## 外部連結
- オオミズアオ（大水青蛾）（页面存档备份，存于）